# Alf Wiig
Alf Kristian Theodor Wiig (født 24. august 1891, død 10. juli 1974) var en norsk cand.theol., og den første biskop over Nord-Hålogaland Stift.

## Historie
Wiig blev født i Kristiansund i 1891, og blev uddannet  cand.teol. i 1917. Efterfølgende blev han ansat ved Norges KFUK-KFUM i Bergen. I 1922 blev han sognepræst i Karasjok, og fra 1934 i en lignende stilling i Sortland. Fra 1945 til 1952 var han fylkepræst i Finnmark, hvor han fik ansvaret for kirkens genopbygning efter 2. verdenskrig.
I 1952 blev han først domprovst i Tromsø, og senere samme år blev han ophøjet til den første biskop over det nyoprettede Nord-Hålogaland bispedømme. Det var Wiig som indsatte Ingrid Bjerkås, der blev Den norske kirkes første kvindelige præst. Wiig bestred embedet som biskop til 1961, hvor han blev pensioneret som 70-årig.
Han modtog i 1967 Petter Dass-medaljen, ligesom han modtog Sankt Olavs Orden.
Alf Wiig var gift med forfatterinde Margrethe Wiig (1903-2002).